# Кашинская, Алина Валерьевна
Алина Валерьевна Кашинская (род. 25 декабря 1990 года) — российская пловчиха.

## Карьера
Тренируется в Нижнем Тагиле (Свердловская область) в бассейне «Спутник» (тренер Мисиюк Ю. В.).
На чемпионате Европы 2015 года по плаванию на короткой воде завоевала «серебро» в комплексном миксте 4х50 метров в составе российской четвёрки (А. Шабасов, А. Николаев, А. Кашинская, Р. Насретдинова).
Приказом Минспорттуризма РФ от 18 июня 2010 года № 74-нг Кашинской присвоено спортивное звание мастер спорта России международного класса.